# Gefecht bei Appomattox Court House
Lewis’ Farm – White Oak Road – Dinwiddie Court House – Five Forks – Petersburg III – Sutherland Station – Namozine Church – Amelia Springs –Saylor’s Creek – Rice’s Station – Cumberland Church – High Bridge – Appomattox Station – Appomattox Court House
Das Gefecht bei Appomattox Court House war die letzte militärische Aktion der Nord-Virginia-Armee unter General Robert E. Lee, bevor dieser vor den Armeen  Generalleutnant Ulysses S. Grants kapitulierte. Diese Kapitulation gilt als das nominelle Ende des Sezessionskrieges.

## Hintergrund
Am 1. April 1865 umfasste die Kavallerie Generalmajor Philip Sheridans General Lees Flanke in der Schlacht bei Five Forks. Am nächsten Tag griff Generalleutnant Grant mit allen Armeen beiderseits Richmond und Petersburg an und beendete die Belagerung von Petersburg. Lee war gezwungen, seine Truppen aus Petersburg und Richmond abzuziehen und marschierte nach Westen zur Appomattox Station, wo ein Versorgungszug auf ihn wartete. Er hoffte sich weiter südlich mit der Tennessee-Armee unter Joseph E. Johnston vereinen zu können. Am 8. April 1865 erbeutete oder zerstörte dort jedoch die Kavalleriedivision unter Brigadegeneral George Armstrong Custer drei Versorgungszüge.

## Der Weg nach Appomattox
Lee hoffte, durch diese Kavalleriedivision durchbrechen zu können, bevor es der Union gelänge, sie mit Infanterie zu verstärken. Diese Hoffnung veranlasste ihn, eine Nachricht an Grant zu senden, die besagte, dass er noch nicht vorhabe zu kapitulieren, aber dennoch willens war, mit ihm zu verhandeln. Grant konstatierte: „It looks as if Lee still means to fight.“ [„Es sieht so aus, als würde Lee immer noch kämpfen wollen.“]

## „Die letzte Schlacht“
In der Dämmerung des 9. April griff das II. Korps der Nord-Virginia-Armee unter Generalleutnant Gordon Sheridans Kavalleriedivisionen an und durchbrach deren erste Linie. Die konföderierte Kavallerie unter Generalmajor Fitzhugh Lee umfasste indessen die Flanke der Union. Die nächste Linie der Unionskavallerie, gebildet von Ranald Slidell MacKenzies und George Crooks Divisionen, musste ausweichen. Gordons Truppen preschten durch die Unionslinien und nahmen einen Hügelkamm. Von der Höhe des Hügels konnten sie erkennen, dass das XXIV. und das V. Korps der James-Armee aufmarschierte. Die Korps waren unter Generalmajor Edward Otho Cresap Ord in 21 Stunden 48 km marschiert, um die Kavallerie unterstützen zu können. Die Kavalleriedivision Fitzhugh Lees wich in Richtung Lynchburg aus. Die Unionsinfanterie griff Gordon an, während das II. und VI. Korps der Potomac-Armee im Nordwesten gegen die konföderierte Infanterie unter Generalleutnant James Longstreet vorging. Lee konstatierte: „…there is nothing left, but to go and see General Grant, and I had rather die a thousand deaths (etwa: …es bleibt nichts mehr, als General Grant zu treffen, aber lieber würde ich tausend Tode sterben)“.
Viele von Lees Offizieren, Longstreet eingeschlossen, kamen überein, dass eine Kapitulation jetzt der einzige Weg war. Der Kommandeur von Lees Artillerie, Edward Porter Alexander, meinte jedoch, dass wenn Lee kapitulieren würde, dies eine Kapitulation aller Konföderationsarmeen zur Folge hätte („every other Confederate army will follow suit (etwa: jede andere konföderierte Armee wird es gleichtun)“). Um 8:00 morgens signalisierte Lee Verhandlungsbereitschaft. Das Gefecht dauerte unterdessen an, die Union kesselte die Konföderation immer weiter ein. Nach einigen Stunden durch Boten geführte Verhandlungen zwischen Grant und Lee wurde ein Waffenstillstand vereinbart und die beiden Oberbefehlshaber begannen die Kapitulationsbedingungen auszuhandeln. Lees Berater, Oberst Charles Marshall, wurde damit beauftragt, einen Treffpunkt für Grant und Lee zu finden. Marshall wählte das Haus von Wilmer McLean, ironischerweise derselbe Mann, der sein früheres Haus schon General P.G.T. Beauregard in der Ersten Schlacht am Bull Run, der ersten großen Schlacht des Krieges, zur Verfügung stellte. Später wurde deswegen über McLean gesagt, der Sezessionskrieg habe in seinem Vorgarten begonnen und in seinem Wohnzimmer geendet.

## Die Kapitulation
Gekleidet in einer tadellosen Uniform, erwartete Lee die Ankunft Grants. Grant kam in seiner vollkommen dreckigen und verstaubten Uniform; nur ihre Schulterstücke entsprachen seinem Rang. Grant vermied erst das eigentliche Thema des Treffens, und man unterhielt sich über eine vormalige Begegnung im Mexikanisch-Amerikanischen Krieg. Lee brachte die Unterhaltung zurück auf die Kapitulationsbedingungen, woraufhin Grant Lee anbot, dass sich die Offiziere und Männer von Lees Armee ergaben und alle Waffen mit Ausnahme der Schwerter der Offiziere und der sich in Privatbesitz befindenden Pferde von der Union beschlagnahmt würden; dafür die Männer aber nicht gefangen gesetzt würden. Nach der Niederschrift dieser Bedingungen unterschrieben beide Generäle die Kapitulationsvereinbarungen. Als Lee das Haus verließ und wegritt, buhten Grants Offiziere ihn aus und verhöhnten ihn, woraufhin Grant sie dazu auffordern musste, Lee den Respekt zu zollen, der ihm gebührte.

## Die formale Kapitulation
Am 10. April verabschiedete sich Lee von seiner Armee und, obwohl kein Konföderationsoffizier dies wollte, fand die Kapitulation in einer offiziellen Zeremonie statt. Brigadegeneral Joshua Lawrence Chamberlain leitete die Zeremonie und, als Generalmajor John B. Gordon gefolgt von der berühmten Stonewall Brigade vorübermarschierte, gab Chamberlain den Befehl, zu salutieren. Gordon führte sein Pferd zu Chamberlain und erwiderte den Gruß (Gordon: „It was honor answering honor.“ (etwa: Ehre wurde mit Ehre beantwortet.)). 27.805 konföderierte Soldaten schritten vorüber und streckten ihre Waffen.

## Folgen
Ungefähr 175.000 Konföderierte waren zu diesem Zeitpunkt noch auf den Schlachtfeldern. Genau wie Porter Alexander es vorausgesehen hatte, führte die Nachricht von Lees Kapitulation dazu, dass sich auch diese nach und nach ergaben. General Johnstons Armee in North Carolina, mit der Lee anfangs hoffte, sich vereinen zu können, ergab sich William T. Sherman am 26. April. Unter Edmund Kirby Smith ergab sich der konföderierte Wehrbereich Trans-Mississippi im Mai und Stand Watie kapitulierte mit den letzten nennenswerten konföderierten Truppen am 23. Juni 1865.